# Karl-Ströher-Preis
Der Karl-Ströher-Preis ist ein von der Karl-Ströher-Stiftung mit Sitz in Frankfurt vergebener Preis für bildende Kunst und ist an das Museum für Moderne Kunst Frankfurt gebunden.

## Geschichte
Der Preis wurde im Jahr 1983 im Andenken an den Darmstädter Unternehmer und Kunstmäzen Karl Ströher (1890–1977) von seinen beiden Töchtern Erika Pohl-Ströher und Ursula Ströher gegründet. Er ist auf Wunsch der Erben Ströhers mit dem Museum für Moderne Kunst Frankfurt verbunden. Ein großer Teil der einst umfangreichen Sammlung an zeitgenössischer Kunst von Karl Ströher mit wichtigen Werken der amerikanischen Pop Art und Minimal Art sowie ausgewählter Werke an Europäischer Kunst bildete den Grundstock der Sammlung des Museums für Moderne Kunst in Frankfurt am Main. Der Block Beuys der ehemaligen Sammlung Ströher wurde vom Land Hessen erworben und befindet sich im Hessischen Landesmuseum Darmstadt.
Bereits zu seinen Lebzeiten gründete Karl Ströher im Jahr 1950 den „Ströher-Preis“ für Malerei, einer der ersten Kunstpreise nach 1945, der anfangs mit DM 1000 dotiert war. Zu den Preisträgern gehörten Ernst Wilhelm Nay (1950), Fritz Winter (1952), Eberhard Schlotter (1953) und Heinz Trökes (1964).
Der Karl-Ströher-Preis wird seit 1986 alle zwei Jahre an einen bildenden Künstler oder eine bildende Künstlerin vergeben, die bereits ein gefestigtes Werk vorzuweisen haben. Der Preis ist mit 20.000 Euro dotiert. Er wird regelmäßig im Museum für Moderne Kunst in Frankfurt am Main überreicht und ist meist mit einer Ausstellung und dem Ankauf eines Werkes oder einer Werkgruppe verbunden.

## Preisträger

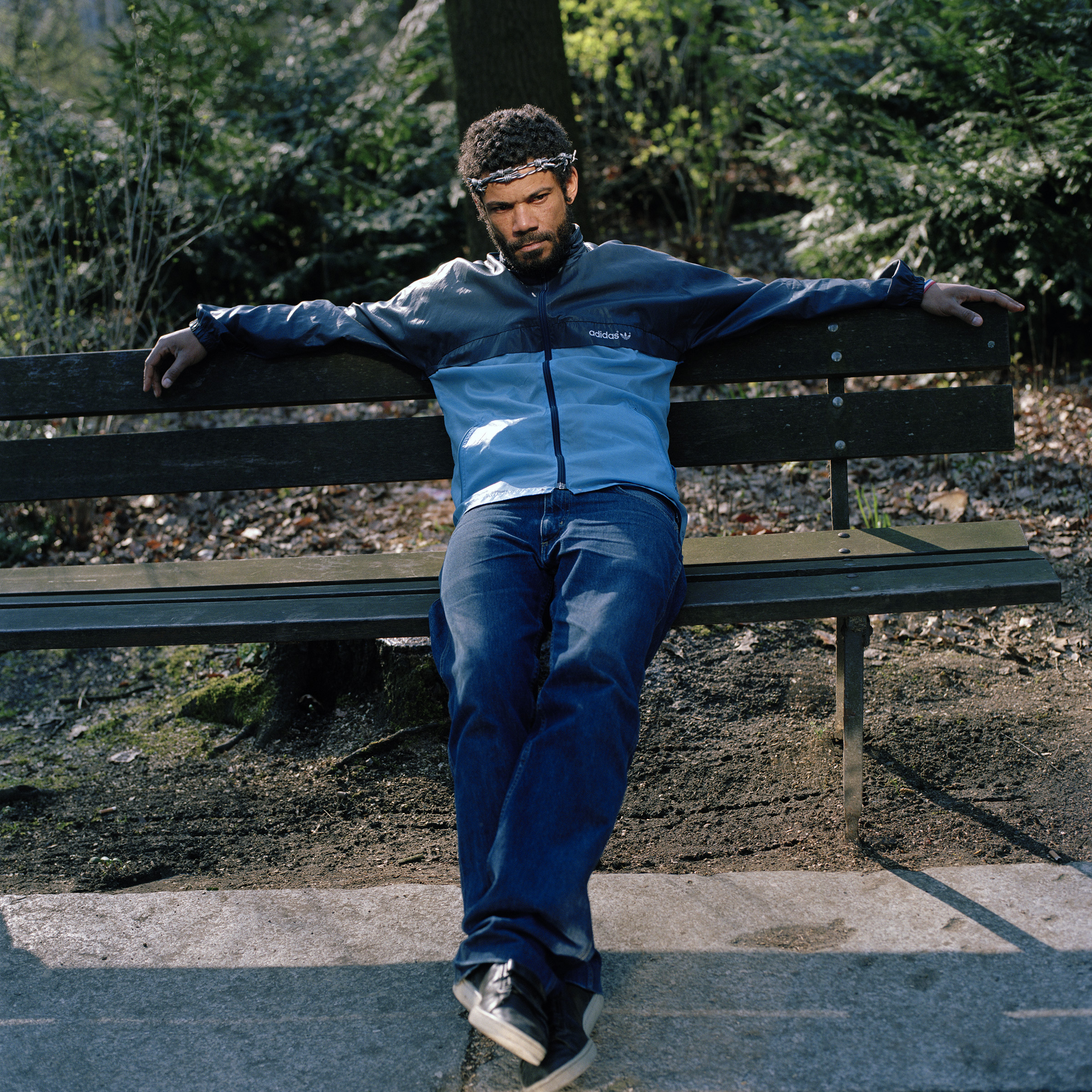
Preisträger im Jahr 2005: Marc Brandenburg

Zu den bisherigen Preisträgern zählen die Künstler
- 1986: Dieter Krieg
- 1987: Christa Näher
- 1989: Rosemarie Trockel
- 1991: Andreas Slominski
- 1993: Heiner Blum
- 1995: Udo Koch
- 1997: Miriam Cahn
- 1999: Michael Kalmbach
- 2003: Tobias Rehberger
- 2005: Marc Brandenburg
- 2007: Melvin Moti
- 2010: Cyprien Gaillard
- 2011: Tobias Zielony
- 2015: Tamara Grcic